# Empis ponti
Empis ponti är en tvåvingeart som beskrevs av Chvala 1996. Empis ponti ingår i släktet Empis och familjen dansflugor. Inga underarter finns listade i Catalogue of Life.